# Melanagromyza longensis
Melanagromyza longensis är en tvåvingeart som beskrevs av Spencer 1986. Melanagromyza longensis ingår i släktet Melanagromyza och familjen minerarflugor.
Artens utbredningsområde är New York. Inga underarter finns listade i Catalogue of Life.